# 奇萊南峰
奇萊南峰為台灣中央山脈北段知名高山奇萊山南側的高峰，標高3,358公尺（聯勤最新測量3358.024，國土測繪中心最新圖資3357為小數點無條件捨去），設有二等三角點編號1469、二等衛星點M469，台灣百岳排名第41，山體崇闊寬廣，名列「十崇」之一，位於南投縣仁愛鄉都達村，為太魯閣國家公園的西南邊界界山。奇萊南峰位於中央山脈主脊奇萊裡山西側往西延伸的支稜約1.5公里處，此西支稜南側的塔羅灣溪源頭，將之與東側的中央山脈主脊隔開，攀登奇萊南峰的大眾登山步道，即由主脊上的奇萊連峰主路線（即能高越道路東段的舊道）往西北岔開，下切塔羅灣溪源頭，再上登奇萊南峰山頂。在支稜上的奇萊南峰續往西南方有奇萊主山南南峰（深堀山）、而主脊往南連接南華山，北邊越過卡樓羅斷崖，連接奇萊主峰、奇萊北峰。岳人多將奇萊南峰的行程與南華山搭配，合稱為「奇萊南華」，以能高越嶺古道西段為基礎，沿台14線廬山溫泉進入屯原山區，開始登山行程。